# Vojtěch Nedvěd
Vojtěch Nedvěd, také Vojta Nedvěd (* 27. června 1977 Praha), je český folkový zpěvák, hudební skladatel, kytarista, syn folkového zpěváka Františka Nedvěda. V minulosti hrál ve skupině Příbuzní.   
V roce 2007 hrál na turné "Nedvědi 60, Fešáci 40" společně se strýcem Janem Nedvědem, otcem Františkem Nedvědem a skupinou Fešáci. Na koncertě v Lucerně bylo nahráno DVD nazvané Nedvědi 60 + Fešáci 40. Ve stejném roce vydal svoje debutové album "Bílý měsíc". Autorem většiny skladeb na albu je Jan Nedvěd.
V současné době vystupuje jako sólový zpěvák společně s Petrem Kocmanem (šestistrunná kytara, zpěv) a s Milanem Plechatým (baskytara).

## Diskografie

### Sólová
- 2007 Bílý měsíc – Universal Music EAN 6 02517 30832 9, CD
- 2015 Zrnka
- 2023 Maluju na nebe - Supraphon

### Příbuzní
- 1994 Hrnek – Popron Music, MC, CD
- 1995 Zvonění – Popron Music, MC ,CD
- 1997 Schránka
- 1998 Malůvky – BMG Ariola, CD
- 2003 Podzimní bál – Universal Music, CD

### Další
- 1998 Neváhej a vejdi
- 1999 Druhé podání
- 1999 Vašek
- 2000 Třetí pokus
- 2001 Tak jsem to tu miloval
- 2003 Čtvrtá sada
- 2004 Když ohně zaplanou - František Nedvěd – Sony Music, CD – 12-strunná kytara [1]
- 2004 30 let písniček Honzy Nedvěda
- 2004 Bible pro Lucii
- 2006 Pátá
- 2008 16 nej od táborových ohňů
- 2010 44 Slavných Písniček ...A Ještě Něco Navíc
- 2011 Souhvězdí jisker